# Свърталище на вълци (теленовела, 2019)
Свърталище на вълци (на испански: Cuna de lobos) е мексиканска теленовела, режисирана от Ерик Моралес и Хуан Пабло Бланко и продуцирана от Жисел Гонсалес за Телевиса през 2019 г. Версията, написана от Лили Ан Мартин и Клаудио Ласели, е базирана на теленовелата Свърталище на вълци от 1986-1987 г., създадена от Карлос Олмос. Това е втората теленовела от антологията Фабрика за мечти, която пресъздава големите мексикански теленовели, създадени през 80-те и 90-те години на XX век.
В главната отрицателна роля е международната актриса Пас Вега, водещите изпълнения са интерпретирани от Полет Ернандес, Гонсало Гарсия Виванко и Диего Амосурутия. Специални участия вземат актьорите Асела Робинсън, Найлеа Норвинд, Флавио Медина и Леонардо Даниел.

## Сюжет
Лицето на злото може да бъде оприличено чрез безмилостните действия на кръвожадна личност, способна да елиминира всеки, който застане на пътя ѝ, за да осигури овластяването на родословието си и да запази знаменитото си фамилно име и богатство, криейки сърцераздирателна истина зад внушителния образ на превръзка върху дясното си око.
Каталина Крил и съпругът ѝ милионерът Карлос Лариос предприемат пътуване с яхтата си, след като отбелязват годишнината на семейната компания Готиер - най-важният бижутериен бизнес в страната. Хубавите емоции се превръщат в бомба със закъснител заради сърдечното заболяване на Карлос, който получава обаждане от мистериозен човек, разкриващ му шокираща истина за семейството. Алехандро Лариос, първородният и горд син на Каталина, се оказва син на Франсиско Лариос, брата на Карлос. Карлос претърпява сърдечен арест след като разбира истината. Разбит от истината, Карлос иска признание от съпругата си. По циничен начин Каталина приема вината си, като разкрива любовната си връзка с Франсиско. Заслепена от омраза и водена от основната си цел десетилетия наред, тя изхвърля съпруга си от яхтата. Не след дълго с последни сили Карлос се покатерва, но е ударен в черепа от Каталина, която в крайна сметка причинява смъртта му.
Хосе Карлос, най-големият син на Карлос, присъства на опелото на баща си. Семейството научава клаузата в завещанието на Карлос - богатството му ще наследи този, който пръв се сдобие с кръвен наследник.
Каталина е убедена, че Алехандро има надмощие, защото Хосе Карлос има душевна травма от детството си, причинена му от Каталина, която непрекъснато го е малтретирала, а също и заради самата Каталина и превръзката, която носи на окото си. За да изпълни плана си за получаване на наследството, Каталина принуждава Алехандро да започне връзка с журналистката Леонора Наваро, която да служи като корем под наем. Леонора игнорира двойния живот, който води Алехандро. Той има тригодишна връзка с Мигел Теранова.
В допълнение към това и отчаянието за богатството и престижа, който струва толкова много, Каталина се сблъсква с други препятствия, например Луис Гусман, разследващ журналист, който се опитва да открие истината за бижутата Готиер, свързани с трафика на диаманти и финансови злоупотреби, които се управляват в рамките на империята на Лариос. Каталина, готова на всяка цена да постигне целите си, започва да извършва серия от убийства, убивайки всеки, който е заплаха за нея.
Изминават месеци. През този период Леонора ражда сина на Алехандро с името Едгар и е разбрала за връзката на съпруга си с Мигел, а също и че е използвана като инкубатор. Каталина, решена да увековечи фамилията Лариос и огромното наследство, се опитва да открадне бебето на Леонора. Леонора, вече осъзнала безкрайното зло на Каталина, ще се бие като вълк срещу бабата на сина си и с помощта на Хосе Карлос, с когото тя започва да познава истинската любов, въпреки емоционалните си връзки, ще може да се изправи пред тази безкрайна и безмилостна война срещу чудовищността на човешкото същество, която е Каталина Крийл. Кой е най-силният от глутницата в това семейство, в което ако не си ловец, се превръщаш в плячка.

## Актьори
- Пас Вега - Каталина Крил де Лариос
- Полет Ернандес - Леонора Наваро де Лариос
- Гонсало Гарсия Виванко - Хосе Карлос Лариос
- Диего Амосурутия - Алехандро Лариос Крил
- Найлеа Норвинд - Амбар Рейес де Лариос
- Флавио Медина - Франсиско Лариос
- Асела Робинсън - Хелика Андраде
- Карлос Арагон - Диего Солорсано Салинас
- Хосе Пабло Минор - Мигел Теранова Контрерас
- Освалдо де Леон - Луис Гусман
- Леонардо Даниел - Карлос Лариос
- Ема Ескаланте - Мора
- Фернандо Лараняга
- Адалберто Пара - Господин Х
- Хуан Карлос Вивес
- Хуан Риос Канту - Омар Вега
- Алехандро Нонес - Лейт. Агилар
- Мишел Гонсалес - Вероника
- Кристофър Агиласочо - Педро
- Хосе Рамон Берганса - Алваро
- Матиас Лузбик - Матиас Гусман

## Премиера
Премиерата на Свърталище на вълци е на 7 октомври 2019 г. по Las Estrellas. Последният 25. епизод е излъчен на 8 ноември 2019 г.

## Продукция
Записите на теленовелата започват на 15 април 2019 г. и приключват в средата на август 2019 г., като общият брой епизоди е 25.

## Награди и номинации
TV Adicto Golden Awards 2019
| Категория                            | Номинация                                        | Резултат |
| ------------------------------------ | ------------------------------------------------ | -------- |
| Най-добро интро                      | Жисел Гонсалес                                   | Печели   |
| Най-добра музикална тема             | Педро Пласенсия Салинас и Жорди Бачбуш           | Печелят  |
| Най-добра актриса в отрицателна роля | Пас Вега                                         | Печели   |
| Най-добро специално мъжко участие    | Леонардо Даниел                                  | Печели   |
| Най-добра адаптация                  | Клаудио Ласели, Лили Ан Мартин и Хосе Луис Дуран | Печелят  |
| Най-добър режисьор                   | Ерик Моралес и Хуан Пабло Бланко                 | Печелят  |
| Най-добър сериал-теленовела          | Жисел Гонсалес                                   | Печели   |

Награди TVyNovelas 2020
| Категория                            | Номинация                                                  | Резултат   |
| ------------------------------------ | ---------------------------------------------------------- | ---------- |
| Най-добър актьор в главна роля       | Флавио Медина                                              | Номиниран  |
| Най-добра актриса в отрицателна роля | Найлеа Норвинд                                             | Номинирана |
| Най-добър актьор в отрицателна роля  | Диего Амосурутия                                           | Номиниран  |
| Най-добра първа актриса              | Асела Робинсън                                             | Номинирана |
| Най-добра актриса в поддържаща роля  | Полет Ернандес                                             | Номинирана |
| Най-добър оператор                   | Армандо Сафра и Луис Артуро Родригес                       | Номинирани |
| Най-добър режисьор                   | Ерик Моралес и Хуан Пабло Бланко                           | Номинирани |
| Най-добра музикална тема             | „Cuna de lobos (инструментал)“ от Педро Паласенсия Салинас | Номиниран  |
| Любимци на публиката                 |                                                            |            |
| Най-възхитителна целувка             | Диего Амосурутия и Хосе Пабло Минор                        | Номинирани |
| Най-красив                           | Флавио Медина                                              | Номиниран  |
| Любима двойка                        | Диего Амосурутия и Хосе Пабло Минор                        | Номинирани |
| Най-добър финал                      | Жисел Гонсалес                                             | Номинирани |
| Най-добър екип                       | Жисел Гонсалес                                             | Номинирана |

## Версии
- Свърталище на вълци (оригинална история), мексиканска теленовела от 1986-1987 г., създадена от Карлос Олмос и режисирана и продуцирана от Карлос Тейес за Телевиса. С участието на Мария Рубио, Гонсало Вега, Алехандро Камачо и Диана Брачо.
- La verdad de Laura, испанско-мексиканска теленовела от 2002 г., продуцирана от TVE и Europroducciones в сътрудничество с Телевиса. Това е свободна адаптация, в която има много сюжетни обрати, но фабулата е същата като в оригиналната теленовела. Във версията участват Моника Естереадо и Мариано Аламеда; злодеят, изигран от Мирта Ибара, се преструва, че е парализиран, а не едноок.